# Reille (agriculture)

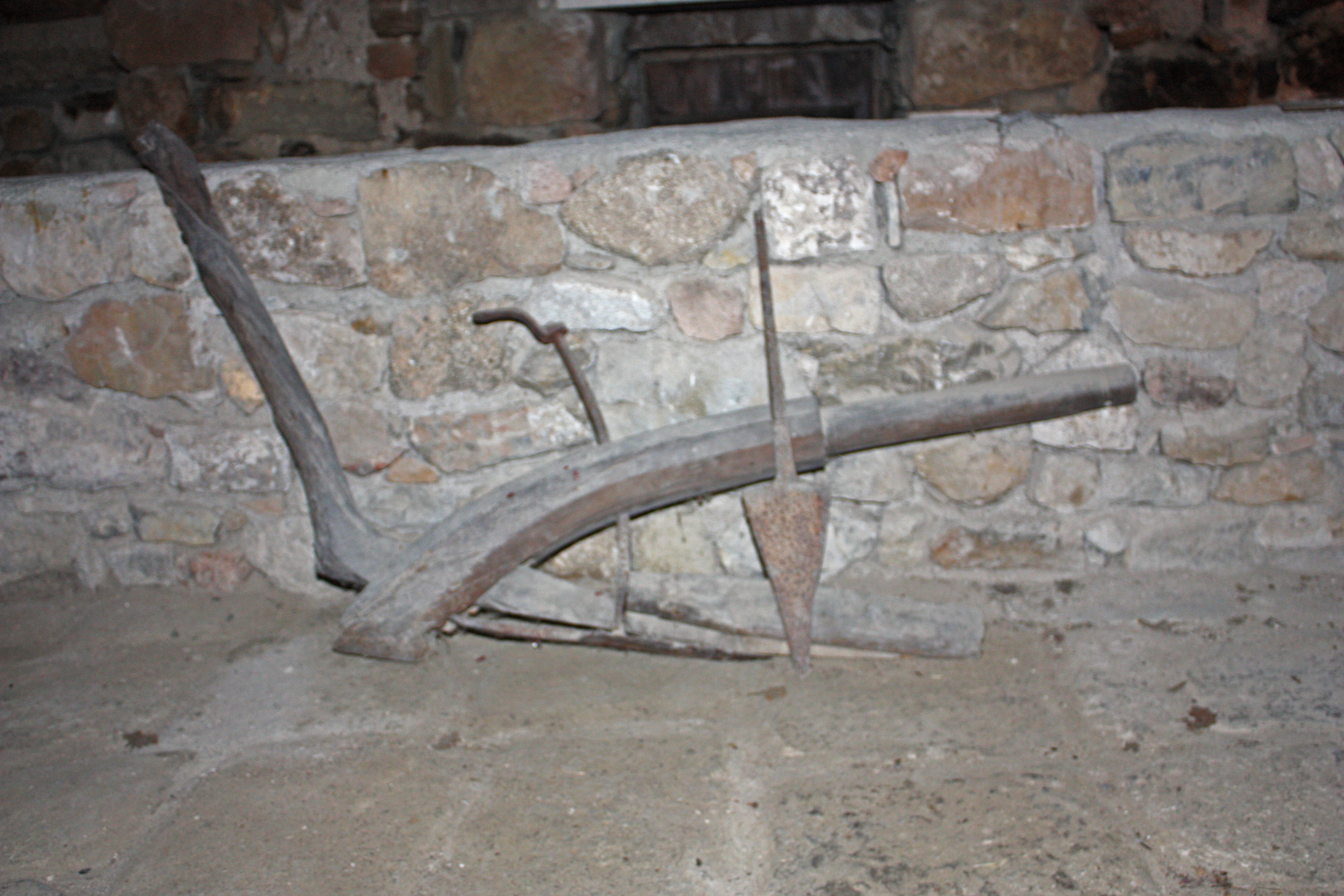
Araire avec reille

La reille, pièce d'instrument aratoire antique, est un soc triangulaire ou rhombique qui se prolonge par une tige et ligaturé sur l'araire par de forts anneaux.

## Utilisation

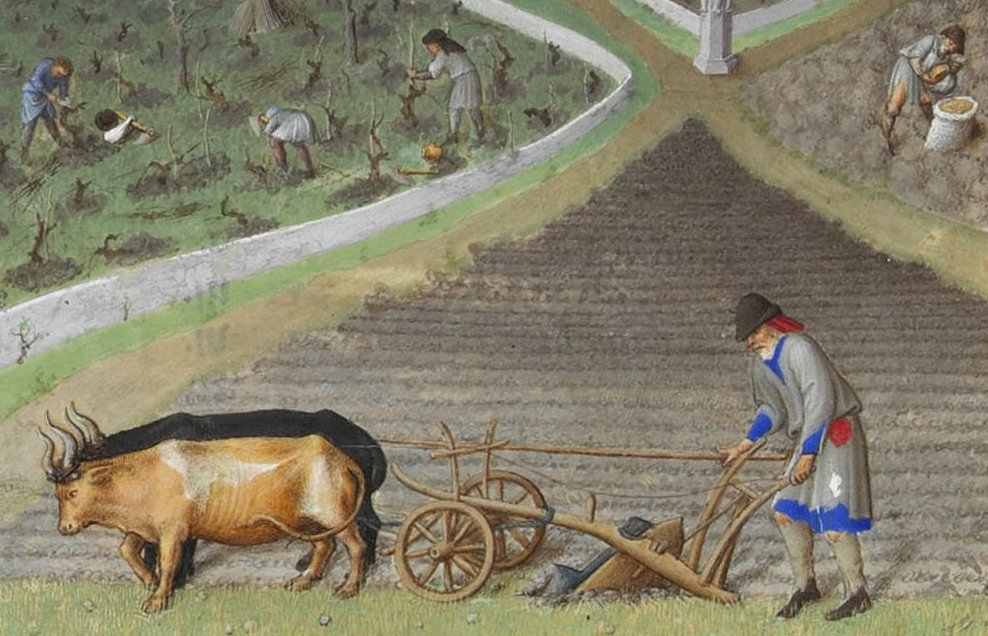
Charrue à reille, la pièce en gris probablement en fer en avant du versoir en bois, au Moyen Âge ; Les très riches heures du Duc de Berry, mars.

La forme des reilles était adaptée au type de terrain. Une palette large était utilisée uniquement dans les sols meubles, étroite, elle servait à fouir des sols caillouteux. Leur tige, ligaturée sur l'araire par de forts anneaux, permettait au laboureur de régler leur position. Elle pouvait varier selon ses besoins aratoires. Ce qui fait de la reille une préfiguration d'un soc à versoir. Elle a aussi été utilisée sur les premières charrues et jouait à la fois le rôle du soc et celui du coutre.

## Étymologie et vocabulaire apparenté
Reille est issu du latin regula : règle, poutrelle; le poitevin a conservé : enreiller : engager la charrue en terre et au figuré : commencer une activité, reillage : sillon et par extension : longueur de sillon (par exemple : champ à grands reillages) et déreiller : sortir du sillon ; reille est à l'origine de l'anglais rail adopté par la suite en français,.